# Adalina Muñoz Texeira
Adelina Muñoz Texeira (Sao Paulo, Brasil, 27 de julio de 1939) conocida como Lolita Muñoz es una rejoneadora de los años setenta. Recibió el trofeo de Figueras, convirtiéndose en la única mujer que ha recibido tal distinción.

## Primeros años
De padre cordobés y madre mexicana, Lolita Muñoz creció entre equinos debido a que su familia tenía una finca donde criaban caballos de pura sangre, hecho que le vinculó mucho a la equitación desde los cinco años (edad en que empezó a montar).
Como otras compañeras de profesión, empezó queriendo ser torera a pie, pero al no celebrarse corridas de toros en Brasil y no estar permitida esta modalidad para mujeres en España, decidió seguir el ejemplo de Conchita Cintrón y hacerse rejoneadora.
Tomada esa decisión, su voluntad fue irse a vivir a Portugal para aprender la técnica del rejoneo, pero antes de irse cursó los estudios de veterinaria, graduándose en 1962.
Los años siguientes los dedicó a entrenar, haciendo su debut en la plaza de toros portuguesa de Figueira da Foz en 1963.

## Etapa en España
Tras torear en una docena de festejos en Portugal se trasladó a España, donde debutó el 24 de agosto de 1964 en la plaza de Esquivias (Toledo).
El 13 de octubre de 1968 hizo su presentación en Las Ventas, donde fue premiada con la vuelta al ruedo.
En 1973 adquirió la nacionalidad española, hecho que le facilitó las contrataciones en el país en cuestión.

## Lesiones
Durante su carrera como rejoneadora Lolita sufrió varios percances, siendo de los más importantes el que le sucedió en Brasil mientras participaba en un concurso de saltos, y el de Campo Pequenho (Lisboa), donde su montura resbaló, fracturándose el tobillo por tres sitios.
El 15 de agosto de 1974 también resultó lesionada en Teruel, donde el caballo resbaló a causa de la lluvia con tal mala fortuna que el toro la cogió. Estuvo seis meses hospitalizada en el Sanatorio de Toreros con un esguince de cadera.

## Adiós a los ruedos
Lolita Muñoz toreó por última vez el 2 de mayo de 1984 en Granada y luego actuó en un festival en San Martín de la Vega en abril de 1985.
Durante su trayectoria como rejoneadora ganó distintos premios entre los que destacan el Trofeo de Figueras (convirtiéndose en la única mujer que recibió esta distinción), la Espuela de Plata en Almería y el Clavel de la Cruz de Mayo en Granada.